# Emil Robert Höpner
Emil Robert Höpner (Dresden, 4 de juliol, 1846 - 20 de desembre, 1903) va ser un organista i pedagog musical alemany.

## Biografia
Nascut a Dresden, Höpner va ser director musical reial saxó i organista a la Frauenkirche de Dresden entre 1872 i 1885. Va ser elegit per unanimitat per a aquest càrrec a la Kreuzkirche per succeir al desaparegut organista Christian Robert Pfretzschner (1821-1885). Hi va treballar des de 1885 fins a 1902, a més de fer classes al Conservatori de Música de la seva Dresden natal. El seu pare, Christian Gottlob Höpner (1799-1859), també va ser Kreuzorganist de 1837 a 1859. Höpner va tenir la seva primera posició d'organista a l'Església Reformada de Dresden a finals de la dècada de 1860 i va treballar com a professor de música al mateix temps. Com a membre de ple dret de la Ton-Künstler-Verein zu Dresden, Höpner va participar el 9 de març de 1885, juntament amb el professor del Conservatori de Dresden Eugen Krantz (1844-1898) en una vetllada de pràctica d'aquesta societat tocant el Concert per a dos pianos en do major de Bach acompanyat d'instruments de corda. També el 7 d'abril de 1893, Höpner va participar en una vetllada d'actuació del Tonkünstler-Verein zu Dresden i juntament amb el seu col·lega del conservatori i organista de la Frauenkirche Paul Janssen va interpretar la Sonata en mi bemol major per a dos pianos de Mozart.
Höpner va ser un dels organistes de Dresden que va presentar el nou orgue Jehmlich en les seves possibilitats sonores el 12 de març de 1899 a Loschwitz. Juntament amb l'organista i cantor de la Johanniskirche, Hans Fährmann (1860-1940), i el músic de l'església de l'església de Sant Pere, Friedrich Wilhelm Borrmann, així com el professor de l'escola local, Friedrich Kettner, el Kreuzorganist va organitzar un concert festiu. a l'església reconstruïda de Loschwitz.
A més de la seva feina com a organista, Höpner va donar classes de piano i orgue. El curs escolar 1884/85, vuit alumnes van assistir a les seves lliçons de l'assignatura especial de música a la Hochschule für Musik Carl Maria von Weber. Des de l'1 de desembre de 1885, també hi va donar classes d'orgue. Entre els seus alumnes hi havia el posterior mestre de capella i compositor Georg Pittrich.
Juntament amb Paul Janssen, el director reial de música, Höpner va interpretar el Preludi festiu per a orgue a quatre mans i doble pedal amb motiu del 40è aniversari de l'assumpció del mecenatge del Conservatori de Dresden pel príncep hereu de Saxònia i més tard el rei Albert I de Saxònia.
Höpner va ser esmentat per última vegada com a professor al Conservatori de Dresden a la llibreta d'adreces de Dresden de 1901, quan vivia a Grunaer Straße. Va donar suport a la biblioteca del conservatori de música amb regals valuosos. Es va retirar com a organista a la Kreuzkirche el 1902.

## Honors
El violoncel·lista de la Sächsische Staatskapelle Dresden de 1870 a 1908 i compositor Carl Hüllweck (1852-1910) va assignar un arioso per a violoncel i orgue, també per a pianoforte/piano, al seu "estimat amic Emil Höpner organista de la Frauenkirche de Dresden." Gustav Flügel (1812-1900) va dedicar la seva obra Op. 99 III Fugues per a orgue al Kreuzorganista Emil Höpner, també en vida.
El Kreuzorganist va ser nomenat director musical el 1891.

## Últim lloc de descans
A principis de 1904, el diari nord-americà en llengua alemanya Indiana Tribüne va informar des del barri de vil·les de Dresden Oberloschwitz que "després d'un llarg patiment, Robert Emil Höpner, director musical i organista (ret.) havia mort". El diari Dresdner Neueste Nachrichten ja havia informat el 23 de desembre de 1903 que el director musical reial, l'organista Höpner a Loschwitz, va destacar els seus vincles de llarga data amb el Conservatori de Dresden així com amb la Kreuzkirche.
El lloc de descans final d'Höpner és a l'Alter Annenfriedhof a Dresden. També hi està enterrada la seva dona Bertha Höpner, de soltera Braunsdorf, nascuda el 16 de novembre de 1870 i morta el 21 de març de 1951. El fill Robert Paul Höpner nascut el 1892 i durant dècades (des de 1914) organista i cantor a la Lukaskirche, va organitzar que la seva germana Margarethe (1893–1962) fos commemorada a la làpida dels seus pares, especialment per la seva devoció al deure.